# Na Farkách
Na Farkách (Farka, Farky, Farářka) je hospodářská usedlost v Praze 7 Troji v ulici Na Farkách, na hranici pražských čtvrtí Troja a Bohnice.

## Historie
Farky bývaly zemědělskou usedlostí, nikoli viniční. Název byl odvozen od farních polí, které k usedlosti náležely. Budova s barokním štítem je polorozbořená, rozsáhlý pozemek obehnaný zdí je neudržovaný.
Po usedlosti je pojmenována ulice a také archeologické naleziště Na Farkách, které se rozkládá severně od usedlosti.